# مارغريت دو بروفانس
مارغريت بروفانس (بالفرنسية: Marguerite de Provence)‏ (1221 - 20 ديسمبر 1295) كانت ملكة فرنسا بصفتها زوجة الملك لويس التاسع بين عامي 1226 و1270 م. هي والدة فيليب الثالث.

## خطوبتها وزفافها إلى لويس التاسع

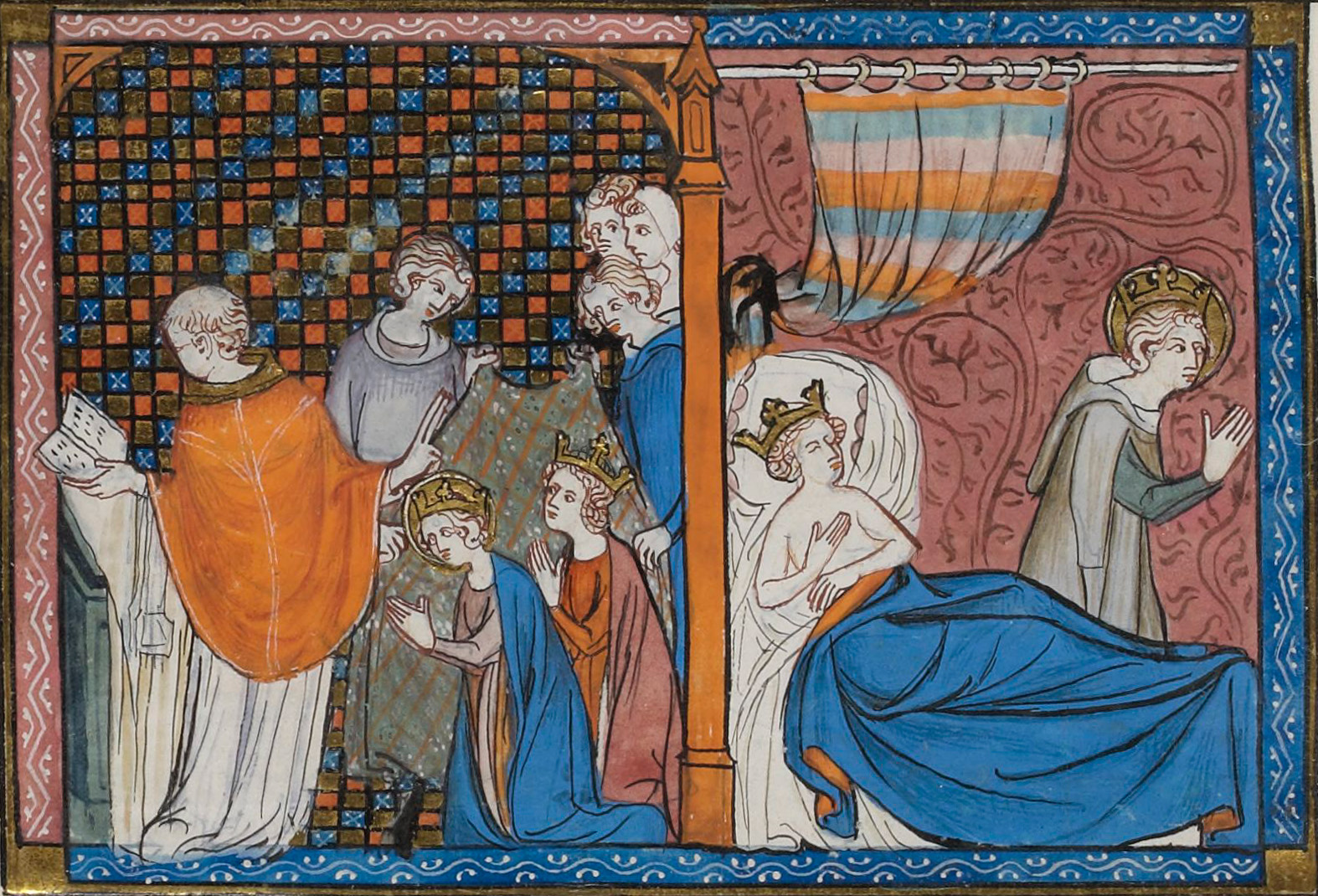
زواج لويس ومارغريت (يسارا) ; الملك والملكة لا يتماسان مطبقين الامتناع كما تنص على ذلك الكنيسة. (يمينا), miniatures dans : Guillaume de Saint-Pathus, حياة ومعجزات لويس القديس, 1330-1340.

كان للويس التاسع ومارغريت جد مشترك، هو جد جد جد لويس التاسع. ألغى البابا غريغوري التاسع المنع من الزواج بسبب قرابة الدم في الثاني من يناير عام 1234.
تزوج لويس التاسع بمارغاريت في 27 ماي عام 1234 في كاتدرائية سينس. حضر في الزواج أمه بلانكا القشتالية وأخواه روبرت الأول كونت أرتوا وألفونص من بواتييه وقريبه ألفونص من البرتغال. 